# Список електростанцій Польщі

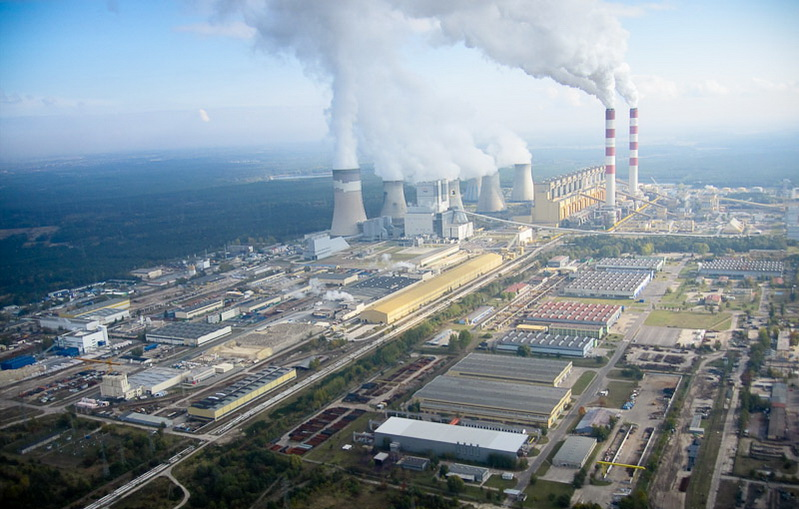
Белхатівська ТЕС

У Польщі електроенергетика представлена тепловими, гідро- та вітровими електростанціями. У січні 2018 року їх загальна встановлена генеруюча потужність становила 40,119 ГВт, що є достатнім для задоволенням внутрішніх потреб.
На теплові електростанції, що працюють на вугіллі, припадає найбільша частка виробництва електроенергії. Буровугільна Белхатувська ТЕС з найбільшою встановленою потужністю в країні є другою за потужністю вугільною електростанцією у світі та найпотужнішою із тих, що працюють на бурому вугіллі.
Серед гідроелектростанцій найбільшу встановлену потужність має гідроакумулювальна Жарновецька ГАЕС.
Вітрову енергетику в Польщі розвивають із початку 1990-х років. Першою промисловою вітроелектростанцією в країні стала Барзовицька ВЕС, запущена у 2001 році. Динамічний розвиток вітроелектроенергетики почався після вступу Польщі до Європейського Союзу у травні 2004 року. Встановлена потужність ВЕС зросла з 83,3 МВт у 2005 році до 7211 МВт у 2018 році, при цьому станом на кінець 2010-х всі вітроелектростанції розташовані на материковій частині країни. Частка у виробництві електроенергії з вітру зростає із кожним роком та в 2016 році становила близько 7 % на рік. У вітряні місяці цей показник може бути суттєво вищим, наприклад, за рекордний жовтень 2017 року ВЕС забезпечили 12 % споживання електроенергії та генерували 1,76 ТВт-год енергії.
Наприкінці вересня 2016 року в Польщі діяли 303 біогазові установки, з них 93 — сільськогосподарські, 106 — на біогазі з очисних споруд, 100 — генерують енергію з біогазу зі сміттєзвалищ.
У Польщі немає атомних електростанцій. Єдиним діючим ядерним реактором є дослідницький реактор «Марія», роботою якого керує Інститут атомної енергії. У 1980-х роках розпочали будівництво Жарновецької АЕС, яке на початку 1990-х років зупинили під тиском протестів противників атомної енергетики.

## Теплові електростанції
У Польщі основними виробниками електроенергії є традиційні теплові електростанції. У 2012 році ТЕС, виробляючи енергію для розподілу та продажу в національній енергетичній системі, генерували 82 % електроенергії, в тому числі 54,5 % з кам'яного вугілля, 25,2 % з бурого вугілля та 2,3 % з природного газу. З 18 діючих ТЕС лише 4 працюють на бурому вугіллі, тоді як ще 12 працюють на кам'яному вугіллі. Також у 2017 та 2018 роках до ладу стали дві ТЕС на природному газі, що дещо збільшить частку останнього в електроенергетичному балансі.
В останні роки ряд електростанцій пройшли модернізацію та отримали можливість спалювання біомаси.
Понад 70 % електростанцій належать державним компаніям.
| №   | Назва                                       | Електротужність (МВте) | Теплопотужність (МВтт) | Паливо          | Дата запуску | Енергоблоки (МВт)                       | Оператор       | Примітки                                                                          |
| --- | ------------------------------------------- | ---------------------- | ---------------------- | --------------- | ------------ | --------------------------------------- | -------------- | --------------------------------------------------------------------------------- |
| 1.  | ТЕС Белхатів місцевість: Роґовець           | 5102,00                | —                      | Буре вугілля    | 29.12.1981   | 2 x 370 3 x 380 6 x 390 1 x 394 1 x 858 | PGE            |                                                                                   |
| 2.  | ТЕС Козениці місцевість: Сьверже-Ґурне      | 4053,00                | —                      | Кам'яне вугілля | 1972         | 8 x 230 2 x 560 1 x 1112                | Enea           |                                                                                   |
| 3.  | ТЕС Ополе місцевість: Бжезе                 | 3342,00                | —                      | Кам'яне вугілля | 1988         | 1 x 380 2 x 383 1 x 386 2 x 905         | PGE            |                                                                                   |
| 4.  | ТЕС Явожно місцевість: Явожно               | 2445,00                | 372,00                 | Кам'яне вугілля | 12.1979      | 6 x 224 1 x 910                         | Tauron         | потужність з урахуванням блоку 910 МВт, який має стати до ладу в липні 2020       |
| 5.  | ТЕС Поланець місцевість: Завада             | 1882,00                | —                      | Кам'яне вугілля | 1979         | 8 x 225—240                             | Enea           |                                                                                   |
| 6.  | ТЕС Рибник місцевість: Рибник               | 1800,00                | —                      | Кам'яне вугілля | 1972         | 8 x 225                                 | PGE            |                                                                                   |
| 7.  | ТЕС Турув Місцевість: Богатиня              | 1488,0                 | —                      | Буре вугілля    | 30.10.1962   | 3 x 235 3 x 261 1 x 450                 | PGE            |                                                                                   |
| 8.  | ТЕС Дольна Одра місцевість: Нове Чарново    | 1362,00                | 100,81                 | Кам'яне вугілля | 04.05.1974   | 3 x 222 3 x 232                         | PGE            |                                                                                   |
| 9.  | ТЕС Лазиська місцевість: Лазиська-Гурне     | 1155,00                | 196,00                 | Кам'яне вугілля | 1917         | 2 x 125 3 x 225 1 x 230                 | Tauron         |                                                                                   |
| 10. | ТЕС Понтнув місцевість: Конін               | 1118,00                | —                      | Буре вугілля    | 1967         | 2 x 222, 1 х 474                        | ZE PAK         | після виводу у 2020 трьох блоків по 200 МВт                                       |
| 11. | ТЕС Лагіша місцевість: Бендзин              | 700,00                 | 279,20                 | Кам'яне вугілля | 1963         | 2 x 120 1 x 460                         | Tauron         |                                                                                   |
| 12. | ТЕС Остроленка місцевість: Остроленка       | 690,00                 | 230,00                 | Кам'яне вугілля | 20.12.1972   | 3 x 230                                 | Energa         | в роботі залишилась лише черга В                                                  |
| 13. | ТЕС Плоцьк місцевість: Плоцьк               | 596,00                 | 530,00                 | Природний газ   | 2018         | 1х596                                   | PKN Orlen      |                                                                                   |
| 14. | ТЕС Серша місцевість: Тшебіня               | 546,00                 | 36,50                  | Кам'яне вугілля | 1962         | 2 x 120 2 x 153                         | Tauron         |                                                                                   |
| 15. | ТЕС Влоцлавек місцевість: Влоцлавек         | 463,00                 | —                      | Природний газ   | 2016         | 1х463                                   | PKN Orlen      |                                                                                   |
| 16. | ТЕС Стальова Воля місцевість: Стальова Воля | 340,00                 | 335,00                 | Кам'яне вугілля | 03.05.1939   | 1 x 60 1 x 30 2 х 122                   | PGNiG i Tauron | у 2020 почався запуск парогазовогоблоку 450 МВт, який замінить вугільну генерацію |
| 17. | ТЕС Скавіна місцевість: Скавіна             | 330,00                 | 438,00                 | Кам'яне вугілля | 1957         | 3 x 110                                 | ČEZ            | після виводу блоків загальною потужністю 260 МВт                                  |
| 18. | ТЕС Конін місцевість: Конін                 | 198,00                 | 212,00                 | Буре вугілля    | 1958         | 1 x 28 1 x 50 1 x 55 1 x 65             | ZE PAK         |                                                                                   |
| 19. | ТЕС Адамув місцевість: Турек                | 600,00                 | —                      | Буре вугілля    | 20.11.1964   | 5 x 120                                 |                | виведена з експлуатації 01.01.2018                                                |
| 20. | ТЕС Галемба місцевість: Руда-Шльонська      | 200,00                 | 60,00                  | Кам'яне вугілля | 12.10.1962   | 4 x 50                                  |                | виведена з експлуатації                                                           |

## Теплоелектроцентралі
У Польщі в 2009 році функціонувало 55 ТЕЦ, які разом з ТЕС забезпечували 90 % всієї згенерованої в країні електроенергії. Найбільша за потужністю ТЕЦ у Польщі та друга у Європі — Секеркі.
| №   | Назва                                            | Електропотужність (МВте) | Теплопотужність (МВтт) | Паливо                                                              | Дата запуску | Енергоблоки (МВт)              | Оператор              |
| --- | ------------------------------------------------ | ------------------------ | ---------------------- | ------------------------------------------------------------------- | ------------ | ------------------------------ | --------------------- |
| 1.  | ТЕЦ Секеркі місто: Варшава                       | 622,00                   | 2068,00                | Кам'яне вугілля                                                     | 04.12.1961   | 1x125, 3x105                   | PGNiG                 |
| 2.  | ТЕЦ Краків місто: Краків                         | 480,00                   | 1118,00                | Кам'яне вугілля                                                     | 1970         | 2x100, 2x90                    | PGE                   |
| 3.  | ТЕЦ Плоцьк місто: Плоцьк                         | 413,60                   |                        | Гудрон, газ нафтопереробки, природний газ                           | 1968         | 5х55, 2х70                     | PKN Orlen             |
| 4.  | ТЕЦ Жерань місто: Варшава                        | 386,00                   | 1580,00                | Кам'яне вугілля                                                     | 21.07.1954   |                                | PGNiG                 |
| 5.  | ТЕЦ Каролін місто: Познань                       | 269,50                   | 790,80                 | Кам'яне вугілля                                                     | 1985         | 1х49, 1х100, 1х120,5           | / Veolia              |
| 6.  | ТЕЦ Вроцлав місто: Вроцлав                       | 262,60                   | 812,00                 | Кам'яне вугілля                                                     | 08.07.1901   | 1х55, 2х104                    | Kogeneracja SA        |
| 7.  | ТЕЦ Гожув місто: Ґожув-Велькопольський           | 237,00                   | 368,00                 | Кам'яне вугілля, природний газ                                      | 1950         | 1х65,5, 1х32, 1х138            | PGE                   |
| 8.  | ТЕЦ Люблін-Вроткув місто: Люблін                 | 231,00                   | 592,00                 | Кам'яне вугілля, природний газ                                      | 1976         | 1x231                          | PGE                   |
| 9.  | ТЕЦ Гданськ-2 місто: Гданськ                     | 221,00                   | 692,00                 | Кам'яне вугілля                                                     | 1970         | 4х55                           | PGE                   |
| 10. | ТЕЦ Хожув місто: Хожув                           | 226,00                   | 590,00                 | Кам'яне вугілля                                                     | 14.05.1991   | 2x113                          | ČEZ                   |
| 11. | ТЕЦ Лодзь-3 місто: Лодзь                         | 205,90                   | 804,00                 | Кам'яне вугілля, біомаса                                            | 1968         | 3x55, 1x40                     | / Veolia              |
| 12. | ТЕЦ Нова місто: Катовиці                         | 205,00                   |                        | Доменний, конвертерний гази, кам'яне вугілля. Детандерна технологія |              | 3х25, 1х55, 1х50, 2х12,5       | TAMEH                 |
| 13. | ТЕЦ Білосток місто: Білосток                     | 203,50                   | 520,00                 | Кам'яне вугілля                                                     | 1978         | 1x65, 2x55, 1x23,15            | Enea                  |
| 14. | ТЕЦ Свеце місто: Свеце                           | 202,00                   |                        | Біомаса, технологічні відходи                                       |              | 1х9, 1х32, 1х48, 1х33, 1х77    | Framondi              |
| 15. | ТЕЦ Лодзь-4 місто: Лодзь                         | 198,00                   | 820,00                 | Кам'яне вугілля, біомаса                                            | 1977         | 2x50, 1x100                    | / Veolia              |
| 16. | ТЕЦ Зелена Гура місто: Зелена Гура               | 198,00                   | 255,00                 | Природний газ, мазут                                                | 1974         | 1x198                          | PGE                   |
| 17. | ТЕЦ Бидгощ-2 місто: Бидгощ                       | 177,00                   | 564,00                 | Кам'яне вугілля                                                     | 1971         | 1х35, 2х55, 1х32               | PGE                   |
| 18. | ТЕЦ Бляховня місто: Кендзежин-Козьле             | 158,00                   | 174,00                 | Кам'яне вугілля                                                     | 30.10.1957   |                                | / TAMEH               |
| 19. | ТЕЦ Ряшів місто: Ряшів                           | 141,00                   | 528,00                 | Природний газ, кам'яне вугілля                                      | 2003         | 1х101, 4х7,25                  | PGE                   |
| 20. | ТЕЦ Катовиці місто: Катовиці                     | 135,00                   | 294,00                 | Кам'яне вугілля                                                     | 2003         | 1х135                          | Tauron                |
| 21. | ТЕЦ Поморяни місто: Щецин                        | 134,20                   | 323,50                 | Кам'яне вугілля                                                     | 1940         | 2x67,1                         | PGE                   |
| 22. | ТЕЦ Нова Сажина місто: Нова Сажина               | 116,00                   | 70,00                  | Природний газ                                                       | 2000         | 1х116                          | Polenergia            |
| 23. | ТЕЦ Квідзин місто: Квідзин                       | 116,00                   |                        | Кам'яне вугілля, технологічні відходи                               | 1982         |                                | International Paper   |
| 24. | ТЕЦ Зофювка місто: Ястшембе-Здруй                | 113,00                   | 279,00                 | Кам'яне вугілля, шахтний метан                                      | 1973         | 1х75, 1х32                     | Tauron                |
| 25. | ТЕЦ Гдиня-3 місто: Гдиня                         | 110,00                   | 462,00                 | Кам'яне вугілля                                                     | 1980         | 2х55                           | PGE                   |
| 26. | ТЕЦ Пшиязнь місто: Домброва-Гурнича              | 110,00                   |                        | Коксовий газ                                                        | 1987         | 1х6, 1х12, 1х21, 1х71          | JSW                   |
| 27. | ТЕЦ Торунь місто: Торунь                         | 107,00                   | 357,00                 | Природний газ, мазут                                                | 1985         | 2х53                           | PGE                   |
| 28. | ТЕЦ Тихи місто: Тихи                             | 105,00                   | 336,00                 | Кам'яне вугілля, біомаса                                            | 2000         | 1х40, 1х65                     | Tauron                |
| 29. | ТЕЦ Чехниця місто: Сехніце                       | 100,00                   | 247,00                 | Кам'яне вугілля, біомаса                                            | 1911         | 2х50                           | Kogeneracja SA        |
| 30  | ТЕЦ Тарнув-Мосьциці місто: Тарнів                | 96,80                    |                        | Кам'яне вугілля, природний газ                                      | 1929         |                                | Grupa Azoty           |
| 31. | ТЕЦ Пулави місто: Пулави                         | 87,50                    |                        | Кам'яне вугілля, відходи виробнцитва                                | 1965         |                                | Grupa Azoty           |
| 32. | ТЕЦ Бендзин місто: Бендзин                       | 81,50                    | 521,00                 | Кам'яне вугілля                                                     | 1916         | 1х81,5                         | Będzin SA             |
| 33. | ТЕЦ Глогув місто: Глогув                         | 81,30                    |                        | Кам'яне вугілля, пічний газ, природний газ                          | 1973         | 1х13,7, 1х25,6, 1х42           | KGHM Polska Miedź     |
| 34. | ТЕЦ Щецин місто: Щецин                           | 76,00                    | 162,00                 | Біомаса                                                             | 1952         |                                | PGE                   |
| 35. | ТЕЦ Краків (ТАМЕH) місто: Краків                 | 75,00                    | 658,00                 | Природний, доменний, коксовий гази                                  | 22.07.1954   | 3x25                           | TAMEH                 |
| 36. | ТЕЦ Забже місто: Забже                           | 75,00                    |                        | Кам'яне вугілля, біомаса, відходи                                   |              | 1х75                           | Fortum Polska         |
| 37. | ТЕЦ Здешовіце місто: Здешовіце                   | 75,00                    |                        | Кам'яне вугілля, коксовий газ                                       | 1975         | 1х18, 1х25, 1х32               | ArcelorMittal         |
| 38. | ТЕЦ Ельблонг місто: Ельблонг                     | 74,00                    | 260,00                 | Кам'яне вугілля, біомаса                                            | 1928         | 2х12 2х25                      | ENERGA Kogeneracja    |
| 39. | ТЕЦ Кендзежин місто: Кендзежин-Козьле            | 70,80                    |                        | Кам'яне вугілля                                                     | 1956         | 1х16,6, 2х14,6, 1х25           | Grupa Azoty           |
| 40. | ТЕЦ Ченстохова місто: Ченстохова                 | 68,40                    | 129,10                 | Кам'яне вугілля, біомаса                                            | 2010         |                                | Fortum Polska         |
| 41. | ТЕЦ Поліце місто: Поліце                         | 64,00                    |                        | Кам'яне вугілля                                                     | 1983         | 2х32                           | Grupa Azoty           |
| 42. | ТЕЦ Бельсько-Полноц місто: Бельсько-Бяла         | 55,00                    | 201,40                 | Кам'яне вугілля                                                     | 1997         | 1х55                           | Tauron                |
| 43. | ТЕЦ Польковіце місто: Польковіце                 | 52,20                    | 200,00                 | Кам'яне вугілля, природний газ                                      | 1973         | 1х10,2, 1х42                   | KGHM Polska Miedź     |
| 44. | ТЕЦ Бельсько-Бяла місто: Бельсько-Бяла           | 50,80                    | 182,00                 | Кам'яне вугілля                                                     | 1960         | 1х50,8                         | Tauron                |
| 45. | ТЕЦ Седльце місто: Седльце                       | 50,60                    | 214,00                 | Природний газ                                                       | 2002         | 2х7,3, 1х36                    |                       |
| 46. | ТЕЦ Остроленка місто: Остроленка                 | 43,00                    | 250,00                 | Біомаса, технологічний пар                                          | 2011         | 1х36 1х7                       | Stora Enso            |
| 47. | ТЕЦ Костшин місто: Костшин                       | 40,40                    | 169,00                 | Природний газ, мазут                                                |              | 1х33,9, 1х6,5                  | Arctic Paper          |
| 48. | ТЕЦ Борута місто: Згеж                           | 39,10                    | 276,00                 | Буре вугілля                                                        |              | 1х22,4 1х16,7                  | PGE                   |
| 49. | ТЕЦ Мощениця місто: Ястшембе-Здруй               | 38,30                    | 155,50                 | Кам'яне вугілля, шахтний метан                                      | 1970         | 2х12, 1х6,3, 2х4               | Tauron                |
| 50. | ТЕЦ Іновроцлав місто: Іновроцлав                 | 37,40                    |                        | Кам'яне вугілля                                                     |              | 2х13,2, 1х11                   | CIECH Soda            |
| 51. | ТЕЦ Марцель місто: Радлін                        | 37,00                    |                        | Кам'яне вугілля, коксовий газ                                       | 1908         | 1х15, 1х22                     |                       |
| 52. | ТЕЦ Яніково-Сода місто: Яніково                  | 34,80                    |                        | Кам'яне вугілля                                                     |              |                                | CIECH Soda            |
| 53. | ТЕЦ Мелець місто: Мелець                         | 32,87                    | 159,70                 | Кам'яне вугілля, природний газ                                      | 1962         | 1х20,44, 1х4, 2х4,21           | E-Star                |
| 54. | ТЕЦ Гданського НПЗ місто: Гданськ                | 30,00                    | 448,00                 | Природний газ                                                       | 1973         | 2х15                           | Lotos                 |
| 55. | ТЕЦ Люблін-Мегатем місто: Люблін                 | 22,64                    | 138,46                 | Кам'яне вугілля                                                     | 1956         | 1x10,64, 1x12                  | Megatem               |
| 56. | ТЕЦ Ольштин місто: Ольштин                       | 22,50                    |                        | Кам'яне вугілля                                                     | 1985         | 1х22,5                         | Michelin              |
| 57. | ТЕЦ Андрихув (Гута Ченстохова) місто: Ченстохова | 22,00                    |                        | Кам'яне вугілля, коксовий газ                                       |              | 1х12, 1х10                     | ELSEN S.A.            |
| 58. | ТЕЦ Любін місто: Любін                           | 20,90                    | 144,00                 | Кам'яне вугілля                                                     | 1973         | 1х10,4, 1х10,5                 | Energetyka Sp. z o.o. |
| 59. | ТЕЦ ITPOK місто: Познань                         | 18,00                    |                        | Побутові відходи                                                    | 2016         | 1х18                           | Gdf Suez              |
| 60. | ТЕЦ Кельці місто: Кельці                         | 17,60                    | 315,00                 | Кам'яне вугілля                                                     | 2009         | 1х10, 1х6,5                    | PGE                   |
| 61. | ТЕЦ Кнурув місто: Кнурув                         | 15,50                    |                        | Кам'яне вугілля                                                     | 1969         | 1х7,5, 1х8                     | SFW ENERGIA           |
| 62. | ТЕЦ Легниця місто: Легниця                       | 15,50                    | 52,00                  | Пічний газ, кам'яне вугілля                                         |              | 1х4, 1х11,5                    | Energetyka Sp. z o.o. |
| 63. | ТЕЦ EcoGenerator місто: Щецин                    | 15,40                    |                        | Побутові відходи                                                    | 2017         | 1х15,4                         | EcoGenerator          |
| 64. | ТЕЦ Пнювек місто: Пнювек                         | 14,30                    | 72,30                  | Шахтний метан, кам'яне вугілля                                      | 2000         |                                | Tauron                |
| 65. | ТЕЦ Rokita місто: Бжег-Дольний                   | 14,00                    |                        | Кам'яне вугілля                                                     |              | 1х14                           | PCC Rokita            |
| 66. | ТЕЦ ProNatura місто: Бидгощ                      | 13,80                    |                        | Побутові відходи                                                    | 2015         | 1х13,8                         | ProNatura             |
| 67. | ТЕЦ Любятув місто: родовище Любятув              | 13,40                    |                        | Природний газ                                                       | 2013         | 4х3,2                          | KRNiGZ Lubiatów       |
| 68. | ТЕЦ Владиславово місто: Владиславово             | 11,00                    | 17,70                  | Природний газ                                                       | 2003         | 2х6,3                          | Energobaltic          |
| 69. | ТЕЦ Сушець місто: Сушець                         | 10,60                    | 38,60                  | Шахтний метан, кам'яне вугілля                                      | 1997         | 1х2,7, 1х3,1, 2х2              | Tauron                |
| 70. | ТЕЦ Каліш місто: Каліш                           | 8,00                     | 83,00                  | Кам'яне вугілля                                                     | 1932         | 1х3, 1х5                       | ENERGA Kogeneracja    |
| 71. | ТЕЦ Шопениці місто: Катовиці                     | 3,00                     | 78,00                  | Кам'яне вугілля                                                     | 1964         | 1х3                            |                       |
| 72. | ТЕЦ Завідав'є місто: Вроцлав                     | 2,67                     | 21,15                  | Природний газ                                                       |              | 1х2,67                         | Kogeneracja SA        |
| 73. | ТЕЦ Плонськ місто: Плонськ                       | 2,10                     |                        | Біомаса, кам'яне вугілля                                            | 2008         | 1x2,1 1х0,2                    |                       |
| 74. | ТЕЦ Андрихув місто: Андрихув                     | 2,00                     |                        | Кам'яне вугілля                                                     | 1955         | 1х2                            | BD-2                  |
| 75. | ТЕЦ Хваловіце місто: Рибник                      | 0,00                     | 163,60                 | Кам'яне вугілля                                                     | 1907         | перетворена на котельню        |                       |
| 76. | ТЕЦ Бидгощ-1 місто: Бидгощ                       | 0,00                     | 87,00                  | Кам'яне вугілля                                                     | 1929         | перетворена на котельню        | PGE                   |
| 77. | ТЕЦ Меховіце місто: Битом                        | 0,00                     |                        | Кам'яне вугілля                                                     | 1953         | перетворена на котельню        | Fortum Polska         |
| 78. | ТЕЦ Влоцлавек місто: Влоцлавек                   | 0,00                     |                        | Мазут, природний газ                                                | 1980         | перетворена на котельню        | PKN Orlen             |
| 79. | ТЕЦ Бидгощ-3 місто: Бидгощ                       | 0,00                     | 45,00                  | Кам'яне вугілля                                                     | 1956         | перетворена на котельню        | PGE                   |
| 80. | ТЕЦ Анна місто: Пшув                             | 0,00                     | 40,30                  | Кам'яне вугілля                                                     | 1917         | перетворена на котельню        |                       |
| 81. | ТЕЦ Лодзь-2 місто: Лодзь                         | 0,00                     | 0,00                   | Кам'яне вугілля                                                     | 1958         | виведена з експлуатації у 2015 | / Veolia              |
| 82. | ТЕЦ Стараховіце місто: Стараховіце               | 0,00                     | 0,00                   | Природний газ                                                       | 2004         | виведена з експлуатації у 2005 | Caterpillar           |
| 83. | ТЕЦ Гарбарі місто: Познань                       | 0,00                     | 0,00                   | Кам'яне вугілля                                                     | 1929         | виведена з експлуатації у 2001 |                       |
| 84. | ТЕЦ Лодзь-1 місто: Лодзь                         | 0,00                     | 0,00                   | Кам'яне вугілля                                                     | 1907         | виведена з експлуатації у 2000 |                       |
| 85. | ТЕЦ Шомберки місто: Битом                        | 0,00                     | 0,00                   | Кам'яне вугілля                                                     | 1920         | виведена з експлуатації у 1998 |                       |

## Гідроелектростанції
Гідроенергетичні потужності Польщі становлять 13,7 TерВ-год на рік. Найбільше — 45,3 % — припадає на річище Вісли, 43,6 % — на басейни Вісли та Одри, 9,8 % — на річище Одри та 1,8 % — річок Померанії. У Польщі є 727 гідроелектростанцій, з яких лише 18 з потужністю понад 5 МВт. Жарновецька ГАЕС має найбільшу встановлену потужність. ГАЕС Поромбка-Жар — єдина в країні підземна електростанція. Найдинамічніший розвиток гідроенергетики припав на 1968-1983 роки, коли було запущено п'ять великих теплових, цистернних та гідроакумулюючих електростанцій. Загальна потужність гідроелектростанцій — 2042 МВт, проте 1366 МВт — ГАЕС. Це становить 7,3 % потужності національної енергетичної системи. Електроенергія, згенерована водяними турбінами, становить 28 % електроенергії, виробленої за технологією з використанням відновлюваних джерел енергії, що, в свою чергу, складає менше 2 % від загального виробництва електроенергії в Польщі. Це в першу чергу пов'язано з рівнинним рельєфом країни, а також малим падінням річок і їх низьким потоком. Мазурія, Померанія, Судети та Карпати мають найкращі умови для розвитку гідроенергетики.
| №   | Назва                                               | Потужність (МВт) | Тип             | Водойма                 | Дата запуску | Гідроагрегати (МВт)        | Оператор     |
| --- | --------------------------------------------------- | ---------------- | --------------- | ----------------------- | ------------ | -------------------------- | ------------ |
| 1.  | ГАЕС Жарновець місцевість: Чиманово                 | 716              | гідроакумулююча | Жарновецьке озеро       | 28.02.1983   | 4 x 179                    | PGE          |
| 2.  | ГАЕС Поромбка-Жар місцевість: Мендзибродзе-Бяльське | 500              | гідроакумулююча | Сола                    | 31.12.1979   | 4 x 125                    | PGE          |
| 3.  | Солинська ГЕС-ГАЕС місцевість: Солина               | 200              | гідроакумулююча | Солинське озеро         | 1968         | 2 x 32 2 x 68              | PGE          |
| 4.  | ГАЕС Жидово Місцевість: Жидово                      | 167              | гідроакумулююча | озера Каменне і Квецько | 1971         | 1 x 57,6 1 x 59,1 1 x 62,6 | Energa       |
| 5.  | Влоцлавецька ГЕС місцевість: Влоцлавек              | 160,2            | проточна        | Вісла                   | 17.10.1970   | 6 x 26,7                   | Energa       |
| 6.  | Неджицька ГЕС-ГАЕС місцевість: Недзиця              | 92,75            | гідроакумулююча | Чорштинське водосховище | 01.09.1997   | 2 x 46,375                 | ZEW Niedzica |
| 7.  | Рожновська ГЕС Місцевість: Рожнув                   | 56,0             | проточна        | Дунаєць                 | 1942         | 4 x 14                     | Tauron       |
| 8.  | ГЕС Короново місцевість: Короново                   | 27,5             | проточна        | Брда                    | 1961         | 2 x 13,75                  | Enea         |
| 9.  | ГЕС Дембе місцевість: Дембе                         | 21,18            | проточна        | Зеґжинське водосховище  | 1963         | 4 x 5,3                    | PGE          |
| 10. | ГЕС Тресна miejscowość: Тресна                      | 21,0             | проточна        | Сола                    | 1966         |                            | PGE          |
| 11. | ГЕС Пільховіце                                      | 13,252           |                 | Бубр                    | 1912         | 1 x 1,212 4 x 2,26 1 x 3,0 | Tauron       |
| 12. | Дихівська ГЕС-ГАЕС місцевість: Соболиці             | 12,6             | гідроакумулююча | Бубр                    | 1951         |                            | PGE          |
| 13. | ГЕС Поромбка місцевість: Поромбка                   | 12,52            | проточна        | Сола                    | 1953         |                            | PGE          |
| 14. | ГЕС Вали Шльонські                                  | 9,72             |                 | Одра                    | 1956         | 4 x 2,43                   | Tauron       |
| 15. | ГЕС Жур                                             | 9,0              |                 | Вда                     | 1929         |                            | Enea         |
| 16. | ГЕС Мичковце місцевість: Здвижень                   | 8,32             | проточна        | Сян                     | 1961         |                            | PGE          |
| 17. | ГЕС Чхув                                            | 8,4              | проточна        | Дунаєць                 | 1954         | 1 x 4,0 1 x 4,4            | Tauron       |
| 18. | ГЕС Бельково                                        | 7,2              |                 | Радуня                  | 1925         | 3 x 2,4                    | Energa       |

## Вітрові комплекси
Вітряна енергетика в Польщі набула розвитку з початку 1990-х. Перший вітряк з електричним генератором був споруджений у 1991 році на вже існуючій ГЕС Чарновець. Була встановлена турбіна потужністю 150 КВт. Пізніше він увійшов до складу ВЕС Лісево.
Перша вітрова електростанція в Польщі була запущена у квітні 2001 року у гміні Дарлово Західнопоморського воєводства. Нині виведена з експлуатації. До парку входило шість турбін загальною потужністю 5 МВт. Згодом на ВЕС Цисово було запущено 9 турбін Vestas V80 2 МВт, що збільшило потужність на 18 МВт, майже до 19 МВт.
У 2013 році Польща була на 9-му місці серед країн Європейського Союзу за кількістю вітрових комплексів та частки вітрової енергії в електромережі.
У таблиці представлено перелік вітрових парків потужністю від 30 МВт.
| №   | Парк/Ферма                                  | Воєводство           | Номінальна потужність | Кількість турбін | Тип                                           | Висота (від лопаті до землі) | Діаметр ротора | Оператор                                                 | Рік запуску |
| --- | ------------------------------------------- | -------------------- | --------------------- | ---------------- | --------------------------------------------- | ---------------------------- | -------------- | -------------------------------------------------------- | ----------- |
| 1.  | ВЕС Карцино                                 | Західнопоморське     | 141 МВт               | 60 + 17          | Fuhrländer FL MD77 1,5 MW + Vestas V90 3,0 MW | 100 м / 105 м                | 77 м / 90 м    | Energa Wytwarzanie                                       | 2009 / 2010 |
| 2.  | ВЕС Маргонін                                | Великопольське       | 120 МВт               | 60               | Gamesa G90                                    | 100 м                        | 90 м           | EDP Renewables Polska                                    | 2010        |
| 3.  | ВЕС Banie-Kozielice                         | Західнопоморське     | 106 МВт               | 53               | 53 × Vestas V100 2 MW                         |                              |                | Energix Renewable Energies Ltd.                          | 2015, 2016  |
| 4.  | ВЕС Lotnisko                                | Поморське            | 90 МВт                | 30               | Alstom ECO 110 3 MW                           | 90 м                         | 110 м          | PGE Energia Odnawialna S.A.                              | 2015        |
| 5.  | ВЕС Ресько I, II                            | Західнопоморське     | 90 МВт                | 7 / 38           | / Vestas V100 2 MW                            |                              | / 100 м        | PGE Energia Odnawialna S.A.                              | / 2015      |
| 6.  | ВЕС Коритниця-Північ                        | Мазовецьке           | 82,5 МВт              | 25               | Vestas V126 3,3 MW                            |                              | 126 м          | CEE Equity / GEO Renewables                              | 2016        |
| 7.  | ВЕС Маршево                                 | Західнопоморське]    | 82 МВт                | 22 + 19          | Vestas V80 i V90                              |                              | 80 м / 90 м    | Tauron Ekoenergia                                        | 2013 2015   |
| 8.  | ВЕС Павлово-Голаньч                         | Великопольське       | 79,5 MW               | 53               |                                               | 80 м                         | 82 м           | EDP Renewables Polska                                    | 2013        |
| 9.  | ВЕС Нові Став I, II                         | Поморське            | 73 МВт                | 22 / 14          | Senvion MM92/2050 / Senvion MM100             |                              | 92 м / 100 м   | RWE                                                      | 2012 / 2015 |
| 10. | ВЕС Корше                                   | Вармінсько-Мазурське | 70 МВт                | 35               | Gamesa G90                                    | 100 м                        | 90 м           | EDP Renewables Polska                                    | 2011-X      |
| 11. | ВЕС Galicja                                 | Підкарпатське (19)   | 67,5 МВт              | 27               | GE 2.5 103 2,5 МВт                            |                              | 103 m          | Farma Wiatrowa Galicja Sp. z o.o.                        | 2015        |
| 12. | ВЕС Журомін                                 | Мазовецьке           | 61,23 МВт             | 30               | Gamesa G90                                    |                              | 90 м           | PGE Energia Odnawialna S.A.                              | 2012        |
| 13. | ВЕС Жепін                                   | Любуське             | 58 МВт                | 29               | Vestas V100 2,0 МВт                           |                              |                | Starke Wind Rzepin przęjęty przez EDF Energies Nouvelles | 2015        |
| 14. | ВЕС Wysoka                                  | Західнопоморське     | 55 МВт                | 22               | Nordex N90/2500                               |                              | 90 м           | E.ON                                                     | 2013        |
| 15. | ВЕС Ілжа                                    | Мазовецьке           | 54 МВт                | 27               | Vestas V-90 2,0 MW                            | 80 / 95 м                    | 90 м           | EDP Renewables Polska                                    | 2014        |
| 16. | ВЕС Кукіня                                  | Західнопоморське     | 52,9 МВт              | 23               | ENERCON E82 E2 2,3 MW                         | 98 м                         | 82 м           | RP Global                                                | 2013        |
| 17. | ВЕС Некла                                   | Великопольське       | 52,5 МВт              | 21               | General Electric Energy 2.5xl                 |                              | 100            | E.ON                                                     | 2010        |
| 18. | ВЕС Понгув                                  | Опольське            | 51 МВт                | 17               | Vestas V112-3.0                               | 119 м                        | 112 м          | GDF Suez                                                 | 2012-XII    |
| 19. | ВЕС Любартів                                | Люблінське           | 51,2 МВт              | 16               | Vestas V112 3,2 MW                            | 119 м                        | 112 м          | IKEA                                                     | 2015        |
| 20. | ВЕС Тимен                                   | Західнопоморське     | 50,0 МВт              | 25               | Vestas V80 2,0 MW                             | 100 м                        | 80 м           | EEZ Sp. z o.o. (Invenergy, EEPN)                         | 2006        |
| 21. | ВЕС Тихово                                  | Західнопоморське     | 50 МВт                | 20               | Nordex N90                                    | 100 м                        | 90 м           | RWE                                                      | 2009        |
| 22. | ВЕС Барди                                   | Західнопоморське     | 50 МВт                | 25               | Vestas V90                                    | 105 м                        | 90 м           | ENEA                                                     | 2011        |
| 23. | Вітряна ферма у гмінах Згожелець та Сулікув | Нижньосілезьке       | 50 МВт                | 25               |                                               | 100 м                        | 90 м           | EDP Renewables Polska                                    | 2013        |
| 24. | Вітряна ферма в Пельпліні                   | Поморське            | 48,96 МВт             | 24               | Gamesa G90 2,04 MW                            |                              |                | PGE Energia Odnawialna S.A.                              | 2012        |
| 25. | Вітряна ферма у гміні Радзинь-Хелмінський   | Куявсько-Поморське   | 48,3 МВт              | 18               | Siemens SWT-2.3-108 MW                        | 115 м                        | 108 м          | Grupa PEP — Farma Wiatrowa 1 Sp. z o.o./Polenergia       | 2014        |
| 26. | Вітряна ферма в Ліново                      | Куявсько-Поморське   | 48 МВт                | 24               | Vestas V90 2,0 MW                             | 105 m                        | 90 m           | EDF EN Polska                                            | 2013-I      |
| 27. | Вітряна ферма у Зайончково                  | Поморське            | 48 МВт                | 24               | Vestas V80/2000                               |                              | 80 м           | Windpol                                                  | 2008        |
| 28. | Вітряна ферма в Ґолдапі                     | Вармінсько-Мазурське | 48 МВи                | 16               | Vestas V90 3,0 MW                             | 105 м                        | 90 м           | Goldap 2007 Management GMBH EW Gołdap S.K.               | 2010        |
| 29. | Вітряна ферма у Високій                     | Західнопоморське     | 47,5 МВт              | 19               | Nordex N90 2,5 MW                             | 100 м                        | 90 м           | E.ON Energie Odnawialne Sp. z o.o.                       | 2014        |
| 30. | Вітряна ферма в Мицеліні                    | Любуське             | 46 МВт                | 23</ref>         | Vestas V110 2,0 MW                            | 125 м                        | 110 м          | Polenergia Farma Wiatrowa Mycielin Sp. z o.o./Polenergia | 2016        |
| 31. | Вітряна ферма в Тачаліні                    | Нижньосілезьке       | 45,1 МВт              | 22               | REpower MM92 2,05 MW                          |                              |                | WSB Neue Energien GmbH                                   | 2013        |
| 32. | Вітряна ферма у гміні Новий Став            | Поморське            | 45,1 МВт              | 22               | REpower MM92 2,05 MW                          | 100 м                        | 92,5 м         | RWE Renewables Polska                                    | 2013        |
| 33. | Вітряна ферма в Скурпе                      | Вармінсько-Мазурське | 43,7 МВт              | 19               | Siemens SWT-2.3-108                           | 115 м                        | 108 м          | Grupa PEP — Farma Wiatrowa 4 Sp. z o.o./Polenergia       | 2015        |
| 34. | Вітровий парк у Сувалках                    | Підляське            | 41,4 МВт              | 18               | Siemens SWT-2.3-93                            | 103 м                        | 92,8 м         | RWE Polska                                               | 2009        |
| 35. | Вітряна ферма в Кіселіце                    | Вармінсько-Мазурське | 41,19 МВт             | 27               | GE 1.5sle                                     | 85 м                         | 77 м           | PGE Energia Odnawialna S.A.                              | 2006        |
| 36. | Вітряна ферма у Віцьку                      | Поморське            | 40 МВт                | 20               | Vestas V90 2,0 MW                             |                              | 90 м           | Tauron Ekoenergia                                        | 2013        |
| 37. | Вітряна ферма в Карвицях                    | Західнопоморське     | 40 МВт                | 16               | General Electric 2,5 MW                       |                              |                | PGE Energia Odnawialna S.A.                              | 2015        |
| 38. | Вітряна ферма в Ґолицях                     | Любуське             | 38 МВт                | 19               | Acciona AW3000/116                            | 120 м                        | 116 м          | Acciona Energy Poland                                    | 2012        |
| 39. | Вітряний парк у Тихово                      | Західнопоморське     | 34,5 МВт              | 15               | Siemens SWT-2.3-93                            |                              | 93 м           | RWE Renewables Polska Sp. z o.o.                         | 2011        |
| 40. | Вітряна ферма у Воліні                      | Західнопоморське     | 34,24 МВт             | 17               | Vestas V90                                    | 95 м                         | 90 м           | PGE Energia Odnawialna S.A.                              | 2007        |
| 41. | Вітряна ферма в Лукашуві                    | Нижньосілезьке       | 34 МВт                | 17               | Vestas V90 2,0 MW                             | 105 м                        | 90 м           | Amon Sp. z o.o./Polenergia                               | 2012        |
| 42. | Вітряна ферма у гміні Кробя                 | Великопольське       | 33 МВт                | 11               | AW 3000                                       | 120 м                        | 116 м          |                                                          | 2013        |
| 43. | Вітряна ферма у гміні Камень-Поморський     | Західнопоморське     | 32 МВт                | 16               | Vestas V90/2000                               |                              | 90 м           | Power4all                                                | 2008        |
| 44. | Вітряна ферма у гміні Іновроцлав            | Куявсько-Поморське   | 32 МВт                | 16               | Vestas V90/2000                               | 105 м                        | 90 м           | Vortex Energy                                            | 2008        |
| 45. | Вітряна ферма в Пецках                      | Підляське            | 32 МВт                | 16               | Gamesa G90                                    | 90 м                         | 90 м           | RWE Polska                                               | 2011        |
| 46. | Вітряна ферма в Ліпниках                    | Опольське            | 30,75 МВт             | 15               | REpower MM92.NH80 2,05 MW                     | 83,3 м                       | 92,5 м         | Tauron Ekoenergia                                        | 2011        |
| 47. | Вітряна ферма у гміні Волін                 | Західнопоморське     | 30,6 МВт              | 17               | Vestas V90                                    |                              |                | PGE Energia Odnawialna S.A.                              | 2007        |
| 48. | ВЕС у Каменську                             | Лодзинське           | 30,2 МВт              | 15               | Enercon E-70 E-4                              | 85 м                         | 71 м           | PGE Energia Odnawialna S.A.                              | 2007        |
| 49. | Вітряна ферма в Заґуже, Західнопоморське    | Західнопоморське     | 30 МВт                | 15               | Vestas V80 2,0 MW                             | 78 м                         | 80 м           | Tauron Ekoenergia                                        | 2003        |
| 50. | Вітряна ферма у гміні Мешковіце             | Західнопоморське     | 30 МВт                | 12               | Nordex N100/2500 2,5 NW                       |                              | 100 м          | FWKamionka Sp. z o.o.                                    | 2011/2012   |
| 51. | Вітряна ферма у Тацево                      | Підляське            | 30 МВт                | 15               | Gamesa G90-2.0M                               | 78 m                         | 90 m           | RWE Polska                                               | 2012        |
| 52. | Вітряна ферма в Тишівцях                    | Люблінське           | 30 МВт                | 15               |                                               | 95 м                         |                | EDP Renewables Polska                                    | 2016        |